# مات باغوت
السير ماثيو ديفيد باغوت،(بالإنجليزية: Matthew David Baggott) الحاصل على رتبة الإمبراطورية البريطانية (من مواليد عام 1959) هو ضابط شرطة بريطاني متقاعد شغل رئيس الشرطة في دائرة الشرطة في أيرلندا الشمالية في الفترة من 2009 إلى 2014.

## حياته المهنية
انضم ماثيو إلى شرطة العاصمة في عام 1978. وانتقل إلى شرطة ويست ميدلاندز كمساعد قائد شرطة في عام 1998، وترقى إلى منصب نائب قائد الشرطة في عام 2001. وعُيّن رئيسًا لسلطة شرطة ليسترشير في عام 2002.
وفي أيلول / سبتمبر 2009، خلف السير هيو أوردي في منصب قائد شرطة دائرة أيرلندا الشمالية. وفي يناير 2014 ، أُعلن أنه سيتقاعد من عمله كقائد شرطة دائرة أيرلندا الشمالية في سبتمبر 2014، بعد أن قرر أنه لن يطلب تمديد عقده. وفي 5 يونيو 2014 ، أعلن أنه سيتقاعد في وقت أبكر مما كان مخططًا له وتقاعد فعليًا يوم 29 يونيو.
يشغل مات منصب رئيس جمعية الشرطة المسيحية.

## الأوسمة ومراتب الشرف
حصل ماثيو على ميدالية شرطة الملكة (QPM) في تكريمات عيد الميلاد لعام 2004، وحصل على رتبة قائد بالإمبراطورية البريطانية (CBE) في عام 2008 مع مرتبة الشرف «للخدمات المقدمة للشرطة». وحصل أيضًأ على لقب فارس في عام 2015 مع مرتبة الشرف لخدمات الشرطة.

## روابط خارجية
- BBC News Profile: Matt Baggott
- Belfast Telegraph: Matt Baggott appointed new Northern Ireland police chief